# امینجی بن جلال
امینجی بن جلال (؟ – ۴ مارس ۱۶۰۵/ ۱۳ شوال ۱۰۱۳) فقیه اسماعیلی و مؤلف هندی بود. امنیجی از بُهره‌های اسماعیلی طَیبی در هند بود. وی فرزند داعی مطلق بیست و پنجم طَیبی اسماعیلی، شمس‌الدین جلال بن محسن (درگذشتهٔ ۱۵۶۷م/ ۹۷۵ ق) بود. در احمدآباد گجرات زندگی می‌کرد. امین‌الدین امینجی مناصب والایی را در ساختار سلسله‌مراتبی دعوت طَیبیهٔ بُهره برعهده داشت. آثار او که هنوز به صورت نسخه‌های خطی باقی مانده‌اند، به موضوعات فقهی می‌پردازند و نزد بهره‌های طَیبیِ داوودی جایگاه بسیار والایی دارند؛ به‌گونه‌ای که پس از نوشته‌های قاضی نعمان، در مسائل فقهی، در مرتبه‌ای بعدی قرار می‌گیرند. امنیجی همراه داوود بن قطب‌شاه، در فقه سرآمد بود و کتاب‌های دعوت متعددی را تألیف کرد. داوود به عظمت معنوی امین‌جی اذعان داشت و به دیگران توصیه می‌کرد که برای کسب فیض و پاداش معنوی در کنار او بمانند. آرامگاه او به عنوان «زیارتگاه سیدی امین‌جی بن جلال» در احمدآباد، گجرات واقع شده است.

## آثار
از جمله آثار او:
- «الحواشی»: دو جلد.
- «مسائل امینجی بن جلال» یا «کتاب السؤال و الجواب»
- «حساب المواریث»
- «شرح المنتخبة المنظومة»
- «شرح اساس التأویل و تأویل الدعائم» از آثار قاضی نعمان.